# Panka Anaya
Juan Franklin Anaya Vázquez (Cochabamba, Bolivia; 29 de noviembre de 1945-Cochabamba, Bolivia; 29 de enero de 2011), más conocido también como "Panka Anaya", fue un economista, diplomático y político boliviano. Fue también el ministro de Asuntos Urbanos de Bolivia desde 1985 hasta 1989 durante el cuarto gobierno del presidente Víctor Paz Estenssoro.
Durante su larga trayectoria política, "Panka" Anaya llegó a convertirse en uno de los principales e importante dirigentes movimientistas, llegando inclusive a ocupar el cargo de jefe a nivel nacional de su partido, el Movimiento Nacionalista Revolucionario (MNR). Como economista y político tuvo influencia en el contexto boliviano por sus aportes al desarrollo de la democracia, ya que formó parte de la generación que la reconquistó a fines del siglo XX.

## Biografía
Sus padres fueron Franklin Anaya Arze y Amanda Vázquez Ochoa. El padre fue de tradición familiar afín al marxismo y de marcada conciencia patriótica; fue arquitecto, músico y educador. 

### Estudios Universitarios y Grupo RevolucionariosigloXX

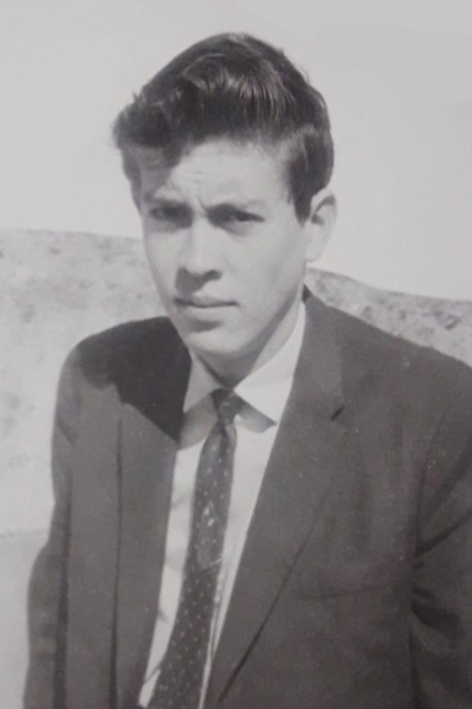
Panka Anaya de estudiante en la Universidad Nacional de La Plata.

En 1964 ingreso a la Universidad Nacional de La Plata en la Argentina para estudiar Economía y se graduó en el año 1971. 
En el transcurso de los años viviendo en la ciudad de La Plata, Panka formó parte del Grupo Revolucionario siglo XX, del cual más adelante asumió la dirección. Todos los miembros de siglo XX apoyaron a los mineros exiliados en Argentina; también tenían reuniones de manera constante, en las cuales se realizaban lecturas y discusiones profundas. 
Panka Anaya recuerda al Grupo Revolucionario siglo XX, de la siguiente manera: 

 Quiero enfatizar el carácter de que el Grupo Revolucionario Siglo XX, era un foro académico de debate político, al que concurrían estudiantes independientes, marxistas, pero había gente del MNR también, con una opinión muy crítica a los sucesos en Bolivia, pero también influidos por la situación internacional, eran los años más duros de la guerra de Vietnam… conjunto de hechos que definieron la posición del grupo como antiimperialista y que organizadamente era un foro político…  

### Dictaduras Militares y Exilios
En noviembre de 1973 regresó a Bolivia, con residencia en la ciudad de La Paz donde trabajó en la Corporación de las Fuerzas Armadas para el Desarrollo Nacional (COFADENA). En esta institución conoció a militares nacionalistas y progresistas, con los cuales además entabló relaciones de amistad. En esta misma época conoció al líder izquierdista Juan José Torres, quien posteriormente fue presidente del país.
En julio de 1974 fue tomado preso por conspirar contra el proceso dictatorial del entonces presidente de Bolivia de facto general Hugo Banzer Suárez. Se constituyó como jefe civil del intento fallido de golpe de Estado conocido como Tarapacá, que tenía como objetivo poder planificar un golpe de Estado y recuperar la democracia del país. Estuvo en la cárcel durante un mes, y consiguió su libertad con la condición de ser exiliado a Argentina. El 22 de agosto de 1974 viajó junto a su familia a la ciudad de La Plata.
Durante este exilio vivieron bajo la persecución de paramilitares argentinos: los AAA (Alianza Anticomunista Argentina).  En todo este tiempo Panka no dejó su militancia, sino más que más bien la intensificó, ya que con frecuencia visitaba en Buenos Aires a Torres, que al poco tiempo fue asesinado por ese mismo comando AAA. Por la difícil situación política que ponía en peligro su vida y la de su familia, pasaron a la clandestinidad en la ciudad de La Plata.
Poco después, por gestiones que llevó a cabo su familia en Bolivia, se permitió el regreso de Panka, su esposa e hijos a Bolivia en mayo de 1975, instalándose en la ciudad de Santa Cruz de la Sierra como parte de las condiciones impuestas para levantar el exilio; además debería prestar servicios profesionales en instituciones del Estado. De este modo trabajó en el proyecto Rositas.
Al ser derrocada la dictadura de Banzer, Panka pudo regresar a Cochabamba, donde empezó a trabajar en la Corporación de Desarrollo de Cochabamba (CORDECO), institución encargada de aspectos de desarrollo departamental. A partir de 1979 se fue a vivir a la ciudad de La Paz por temas laborales, hasta que el 17 de julio de 1980 se dio el sanguinario golpe de Estado a la cabeza del general Luis García Meza, que instauraría una dictadura al servicio del narcotráfico.
Fue tomado preso poco después en la esquina de su departamento, en Sopocachi en la ciudad de La Paz, donde asistía a una de las reuniones del grupo Revolucionario siglo XX. Fue llevado al Estadio Nacional, y posteriormente a la cárcel de la Dirección de Orden Político (DOP), donde fue preso y torturado. Logró salir con vida, huyendo clandestinamente a la ciudad de Lima, en donde pudo gestionar asilo político en México.
Antes de viajar a México, participó en una reunión de líderes de la izquierda nacional, que se realizó en la casa del pintor Oswaldo Guayasamín en Quito. En México vivió con su familia durante dos años, durante los cuales trabajo como docente en El Colegio de México, con colegas como René Zavaleta Mercado. Su cariño, admiración y gratitud por el país mexicano duró para siempre. Durante su exilio en México viajó a la ciudad de Lima, Perú en reiteradas ocasiones, para reunirse con Hernán Siles Suazo, exiliado, expresidente de Bolivia y líder político presidenciable.

### Protagonismo Político
A finales de 1982 Panka volvió a Bolivia, debido al retorno de la democracia para el país con la toma de presidencia de Hernán Siles Suazo. Durante este periodo formó parte del Comité Ejecutivo que conformaban los partidos MNR-I y MIR de la Unión Democrática Popular (UDP). Bajo este gobierno, fue nombrado vicecanciller de Bolivia.
En 1985 se construyó un bloque de participación de reconstrucción nacional donde Panka fue parte del proceso democrático en el país. Una vez que asumió la presidencia Víctor Paz Estenssoro, fue nombrado diputado y ministro de Asuntos Urbanos, durante 4 años. En este ministerio realizó una reformulación total, trabajó con importantes proyectos, entre ellos innovando la construcción de viviendas sociales, y creando el Fondo Único Nacional de Vivienda social (FONVIS). Entre otros logros, creó el Instituto Nacional de Vivienda que implicaba un control técnico en relación con los diferentes pisos ecológicos del país, adecuando cada proyecto a cada espacio geográfico.
También en esta gestión ministerial promulgó la ley de Uso de Suelo, cuya consecuencia fue la creación del primer Catastro Nacional computarizado, siendo esta competencia transferida a los municipios, y generando así cierta autonomía en el manejo catastral de cada municipio. En este contexto de reformas, también se promulgó la ley de Participación Popular que reforzó todo lo anterior ya mencionado, y que le otorgaba una jurisdicción a todos los municipios para poder organizar y decidir respecto a temas de salud, educación, y organización urbana.
Fue la primera vez que se hizo una gran descentralización de poder en Bolivia con competencias municipales a través de la planificación urbana, desapareciendo así las cooperativas de desarrollo, y fortaleciendo las prefecturas. Apoyando también proyectos de viviendas financiadas por el Estado para la autoconstrucción de estas destinadas a mineros que habían sido relocalizados, indígenas, y personas de bajos recursos, que eran capacitados por arquitectos y que se encargaban de construir sus propias viviendas. Todo este proyecto era financiado por el Fondo Social de Emergencia.
En 1993 a 1997 fue primer embajador de Bolivia en Cuba, y  en julio de 1997 trabajó como el responsable de la “comisión especial” encargada de dar con los restos del guerrillero Ernesto Che Guevara en Bolivia, operación que culminó exitosamente. La comisión estuvo integrada por bolivianos, cubanos y argentinos; Panka estuvo presente al momento en que los restos del Che Guevara fueron encontrados, y posteriormente hizo entrega personal de los mismos a sus familiares.
El año 2002 volvió a la presidencia Gonzalo Sánchez de Lozada, y Panka asumió nuevamente funciones de vicecanciller hasta el año 2004; en este año se produjo el derrocamiento de Sánchez de Lozada. En el 2006 sube a la presidencia Evo Morales, y Panka pasa a ser de la oposición, para más adelante asumir la jefatura del MNR.

### Jefe del MNR
En diciembre de 2009 asumió en Congreso Nacional la jefatura del Movimiento Nacionalista Revolucionario. Como jefe del MNR trabajó en el relanzamiento del partido que asumió una actitud de autocrítica, reconociendo y aceptando los errores que provocaron la caída del Gobierno gonista en el 2003. Falleció el 29 de enero de 2011 en la ciudad de Cochabamba Bolivia, días antes de encabezar una reunión de líderes del MNR.
En el marco de todo este contexto, Panka Anaya fue un agente de cambio social en Bolivia, que fue consecuente con sus ideales revolucionarios y democráticos, que proponían lograr una sociedad de mayor participación e igualdad para todos los bolivianos. Trabajó de manera ardua por la política de Bolivia, estudiando a fondo a situación social y cultural. Fue un intelectual y economista que al momento de su fallecimiento dejó un gran vacío en el partido del MNR